# Quốc kỳ Oman
Quốc kì của Oman (tiếng Ả Rập: علم عُمان) bao gồm ba sọc (trắng, xanh và đỏ) với một thanh màu đỏ bên trái có chứa những biểu tượng quốc gia của Oman (dao găm và hai thanh kiếm).
Trước năm 1975, Oman sử dụng cờ một màu đỏ của người bản địa. Năm 1970, Sultan giới thiệu một kiểu quốc kỳ mới. Những kẻ màu xanh và đỏ được thêm vào quốc kỳ, và các biểu tượng quốc gia, các huy hiệu của nhà Albusaidi đã được đặt trên nền tổng thể. Hình vẽ mô tả một khanjar, một con dao găm cong truyền thống. Màu  trắng có liên hệ lịch sử với Imam, các nhà lãnh đạo Hồi giáo của Oman và đôi lúc cũng là các đối thủ chính trị của Sultan. Nó cũng tượng trưng cho sự hòa bình. Màu xanh theo truyền thống là tượng trưng cho Núi al Akdar, hay "Núi Xanh", nằm về phía bắc của đất nước. Màu đỏ là một màu phổ biến trong quốc kỳ các nước vùng vịnh. Các biểu tượng quốc gia được cho bắt nguồn từ thế kỷ 18. Một con dao găm gắn chặt trên hai thanh kiếm xếp chéo. Một hàm thiếc ngựa được trang trí tinh vi giúp liên kết các loại vũ khí.
Giữa năm 1970 và năm 1995, kích thước của vạch ở giữa là nhỏ hơn hai vạch còn lại. Tính theo chiều cao lá cờ, nó xấp xỉ một phần năm còn hai vạch còn lại là hai phần năm.
Các cờ hiệu hải quân thì có nền màu xanh với quốc kỳ nằm phía trên bên trái, biểu tượng đơn vị được nằm ở phần còn lại.
Theo tiêu chuẩn của các Sultan Oman, quốc kỳ có nền màu đỏ với một vạch khép kín màu xanh lá cây với kích thước là một phần sáu chiều cao lá cờ, được bao quanh bởi một vạch có chiều rộng tương tự. Lá cờ có biểu tượng quốc gia màu vàng ở giữa.

## Quốc kỳ trong lịch sử

Cờ theo tiêu chuẩn của Sultan
Cờ từ năm 1970 đến 1985
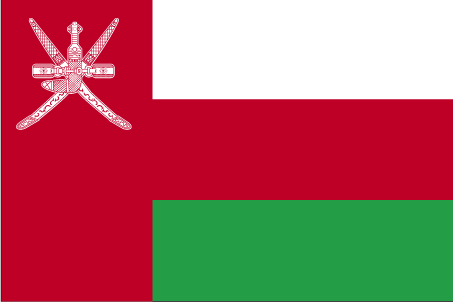
Cờ từ năm 1985 đến năm 1995
Cờ của Vương quốc Hồi giáo Muscat
Các biểu tượng chính thức của Oman cung cấp bởi chính phủ

## Bên ngoài đường dẫn
- Oman tại trang Flags of the World